# Een spelletje imperium
Een spelletje imperium (Engels: Starman) is een sciencefictionroman van de Amerikaanse Stuart J. Byrne, die gespecialiseerd was in dit genre inclusief fantasy. Het is voor zover bekend de enige roman van Byrne die naar het Nederlands is vertaald; wel zijn nog enkele vertalingen bekend van verhalen, zoals een voor de Perry Rhodanserie (De tocht naar eden). Het was voorts zijn debuutroman. De vertaling werd verzorgd door Gerard Suurmeijer om te leiden tot een uitgave bij Uitgeverij Het Spectrum in de Prisma Pocketsreeks onder catalogus nummer 1468, kostprijs 2,75 NLG.
Na 500 jaar wordt ruimtereiziger Larry Buchanan wakker op een voor hem vreemde wereld. Er staan meer zonnen aan de hemel, dan hem bekend was en dat heeft een ontregelende invloed op hem. Als hij het bed probeert uit te komen, merkt hij dat zijn benen hem niet kunnen dragen; de zwaartekracht is er heviger dan op Aarde. Als de behandelend arts de zaal opkomt, wordt hem duidelijk gemaakt dat hij zich op de planeet Teran binnen het Alpha Centauri-stelsel bevindt. Na de Derde Wereldoorlog heeft de mens zich eerst van Aarde teruggetrokken; toen alles opgeruimd was kwam de mens terug en koloniseerde en passant Venus en Mars. Door de vondst van een nieuwe brandstof in de vorm van kosmium werd ruimtereizen eenvoudiger; men kon de snelheid van het licht benaderen. Dat hield in dat een reis Aarde-Alfa nog steeds dertien jaar duurde. Teran (en ook Venus en Mars) leed onder de heerschappij van Aarde, die de grondstof kosmium plunderde en daar niets voor teruggaf. Buchanan wordt een initiatiefnemer in de strijd tussen Aarde en Teran. Na jaren van strijd wordt de Aarde voor de keus gesteld: geef onafhankelijkheid en zeggenschap aan Teran, Venus en Mars of de mensheid is gedoemd om uitgeroeid te worden. Op de achtergrond speelt nog een liefdesverhouding van de hoofdpersoon.